# Sjeničak Lasinjski
Sjeničak Lasinjski – wieś w Chorwacji, w żupanii karlowackiej, w gminie Lasinja. W 2011 roku liczyła 157 mieszkańców.